# Wehrwissenschaftliches Institut für Werk- und Betriebsstoffe
Das Wehrwissenschaftliche Institut für Werk- und Betriebsstoffe (WIWeB) ist eine dem Bundesamt für Ausrüstung, Informationstechnik und Nutzung der Bundeswehr (BAAINBw, Koblenz) des deutschen Bundesministeriums der Verteidigung (BMVg) untergeordnete wissenschaftliche Einrichtung mit Sitz in Erding, deren Aufgabe die Untersuchung und Beurteilung der wehrtechnisch relevanten Eigenschaften von Werkstoffen, Betriebsstoffen, Textilien und Chemikalien ist. Es hat etwa 250 Mitarbeiter und entstand 1997 aus dem Wehrwissenschaftlichen Institut für Materialuntersuchungen, das auf verschiedene in Erding ansässige Vorläufereinrichtungen wie die Materialprüfstelle der Bundeswehr zurückging, sowie dem Bundesinstitut für chemisch-technische Untersuchungen (BICT) in Swisttal.

## Aufgaben und Aktivitäten
Die Aufgabe des Wehrwissenschaftlichen Instituts für Werk- und Betriebsstoffe ist die Untersuchung und Beurteilung der chemischen, physikalischen und sicherheitstechnischen Eigenschaften von Werkstoffen, Betriebsstoffen, Textilien und Chemikalien für die Anwendung im Bereich der Wehrtechnik. Zu den sich daraus ergebenden Aktivitäten zählen insbesondere die Durchführung eigener Untersuchungen für Nachweisführungen sowie Eignungs- und Auswahlprüfungen im Rahmen des als Customer Product Management bezeichneten Verfahrens zur Beschaffung von Wehrmaterial für die Bundeswehr, die Erstellung von Gutachten bei Unfällen, Schadens- und Gewährleistungsfällen, die Unterstützung der Bundeswehr im Bereich des Umweltschutzes, der chemischen Sicherheit und des Arbeitsschutzes, die Bearbeitung von Forschungs- und Entwicklungsvorhaben sowie die fachliche Unterstützung und Beratung anderer Institutionen bei entsprechenden Projekten.

## Organisation
Es hat rund 250 Mitarbeiter, darunter etwa 110 Wissenschaftler und Ingenieure, und ist Mitglied der Arbeitsgemeinschaft der Ressortforschungseinrichtungen.
Es ist in drei Geschäftsbereiche (GB) und zwei Servicebereiche unterteilt:
- GB 200 Werkstoffe, Bauweise, Strukturen, Digitalisierung
- GB 300 Bekleidung, Oberflächentechnologie, Chemische Analytik
- GB 400 Betriebsstoffe, Materialschutz
- Technisch-betrieblicher Servicebereich (TBS)
- Wirtschaftlich-administrativen Servicebereich (WAS)

Die übergeordnete Behörde des Instituts ist das Bundesamt für Ausrüstung, Informationstechnik und Nutzung der Bundeswehr. Die Fachaufsicht liegt im Bundesministerium der Verteidigung.

## Geschichte
Ausgangspunkt des Wehrwissenschaftlichen Instituts für Werk- und Betriebsstoffe war eine nach dem Ende des Zweiten Weltkrieges auf dem Fliegerhorst Erding entstandene Röntgenprüfanlage für Brückenbaugeräte der Streitkräfte der Vereinigten Staaten. Zum 29. Oktober 1959 wurde diese Einrichtung mit entsprechenden Erweiterungen als Materialprüfstelle der Bundeswehr (MatPrfSt) von der Bundeswehr übernommen. Nach Angliederung weiterer Institutionen in den Folgejahren erfolgte zum 11. März 1982 die Umbenennung in Wehrwissenschaftliches Institut für Materialuntersuchungen (WIM oder WehrwissIMatU) sowie nach dem Zusammenschluss mit dem „Bundesinstitut für chemisch-technische Untersuchungen“ (BICT) in Swisttal ab dem 1. April 1997 in Wehrwissenschaftliches Institut für Werk-, Explosiv- und Betriebsstoffe (WIWEB). Nach der Ausgliederung der Arbeitsbereiche des ehemaligen BICT an die Wehrtechnische Dienststelle 91 in Meppen zum 1. April 2009 erhielt das Institut seinen gegenwärtigen Namen.